# Kinjikitile Ngwale
Kinjikitile Ngwale (* im 19. Jahrhundert; † 16. Juli 1905 oder 4. August oder 5. August 1905 in Mohoro) legte 1904 mit seinem Maji-Maji-Kult in der Deutsch-Ostafrikanischen Kolonie, dem heutigen Tansania, die Grundlage für den späteren Maji-Maji-Aufstand gegen die deutsche Kolonialherrschaft.

## Leben
Ngwale trat erstmals um 1902 in Ngarambe als „Heiler“ in Erscheinung, der die „magische Kraft lilingu“ besaß. Er hatte mehrere Frauen und zahlreiche Kinder; er bestritt seinen Lebensunterhalt mit Landwirtschaft.
1904 soll der Geist Hongo von Ngwale Besitz ergriffen haben: „Er fiel auf den Bauch, streckte die Arme von sich und begann zu kriechen“; er sei in einen nahegelegenen Teich gekrochen und habe darin die Nacht verbracht. Am nächsten Tag entstieg er dem Teich mit trockener Kleidung und habe politische Reden gehalten.
Ngwale galt fortan als Prophet und weissagte seinen Anhängern einen bevorstehenden Krieg in dem ihnen die Ahnen beistehen würden.
Er sei im Besitz einer Maji-Maji-Medizin gewesen – eines Wunderwassers, welches die Waffen der Deutschen unschädlich machen und deren Soldaten schwächen könne.
Ngwale wurde kurz nach Ausbruch des Aufstandes von der deutschen Schutztruppe am 16. Juli 1905 verhaftet und entweder am 16. Juli oder am 4. oder 5. August 1905 gehängt.

## Rezeption
Die Person Kinjikitile Ngwale wird im Rahmen des Theaterstückes Kinjeketile des tansanischen Schriftstellers Ebrahim Hussein, im Kriminalroman maji-maji von Rainer Beuthel und im Roman Die Brückenbauer von Jan Guillou erwähnt.